# جاسوسی در سیاهی
جاسوسی در سیاهی (انگلیسی: The Spy in Black) یک فیلم در سبک جاسوسی به کارگردانی مایکل پاول است که در سال ۱۹۳۹ منتشر شد.

## بازیگران
- کنراد فایت
- والری هابسن
- سباستین شاو
- هلن هی
- جون دوپرز
- تورین تاچر
- برنارد میلز
- ماریوس گورینگ